# Northway Junction (Alaska)
Northway Junction era un lugar designado por el censo (en inglés, census-designated place, CDP) situado en el área censal de Southeast Fairbanks, en Alaska, Estados Unidos.
Fue fusionado con Northway en el censo de 2020.

## Geografía
Estaba ubicado en las coordenadas 63°01′27″N 141°47′28″O / 63.02417, -141.79111 (63.02415, -141.791228). Según la Oficina del Censo, abarcaba una superficie total de 21.3 km², de los cuales 21.0 km² correspondían a tierra firme y 0.3 km² estaban cubiertos de agua.

## Demografía
Según el censo de 2010, en ese momento había 54 personas residiendo en la localidad. La densidad de población era de 2.6 hab./km². El 66.67% eran nativos de Alaska, el 22.22% eran blancos y el 11.11% eran de una mezcla de razas. Del total de la población, el 1.85% eran hispanos o latinos de cualquier raza.